# اسلام در شرق آسیا

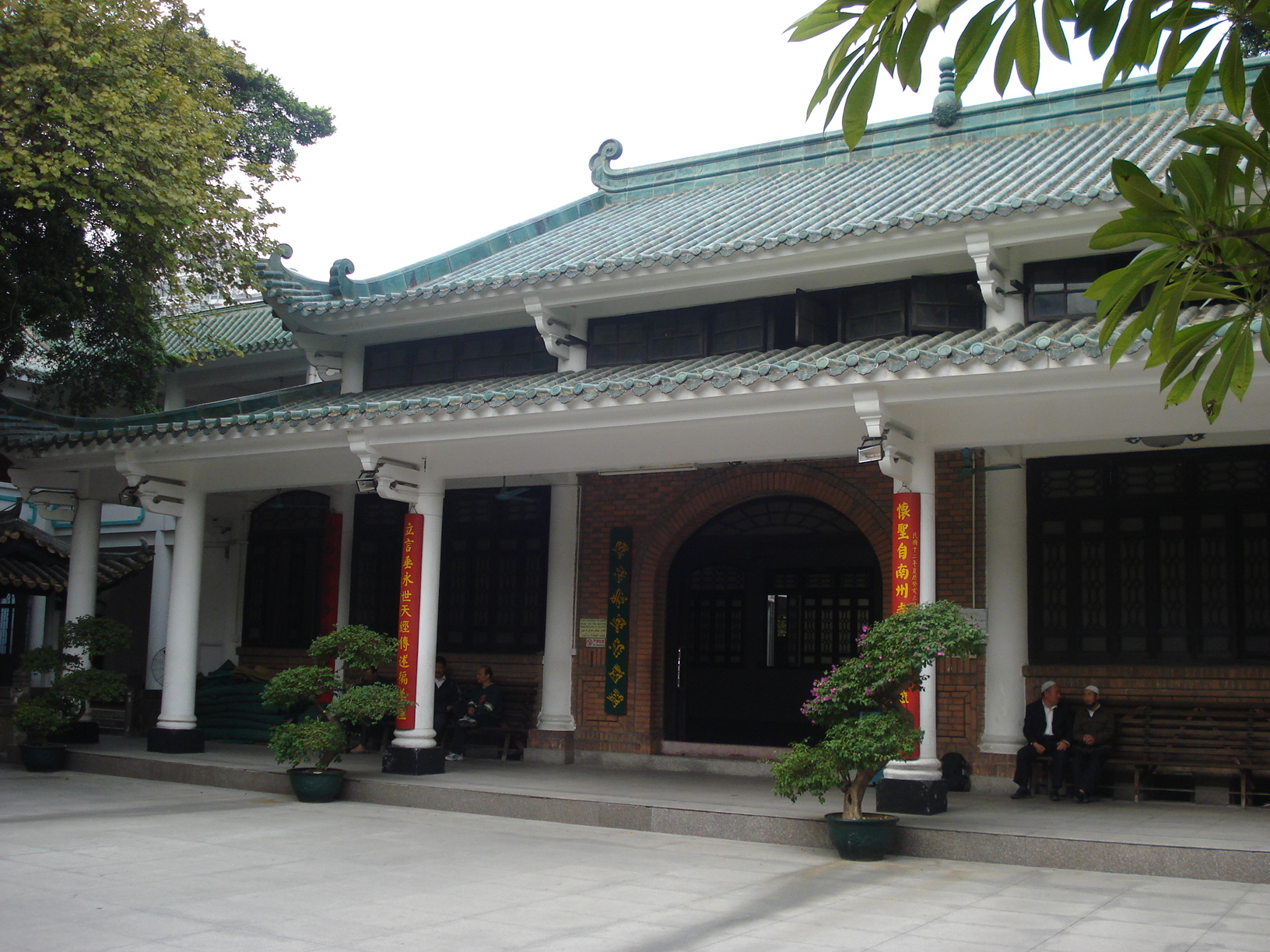
مسجد هواشنگ در گوانگ‌ژو، قدیمی‌ترین مسجد در چین.

اسلام در شرق آسیا به جوامع مسلمان در شرق آسیا اشاره دارد.

## جمعیت‌شناسی
| کشور      | جمعیت کل      | درصد مسلمانان | جمعیت مسلمانان        |
| --------- | ------------- | ------------- | --------------------- |
| چین       | ۱٬۳۹۴٬۶۲۰٬۰۰۰ | ۱/۸–۳/۶%      | ۲۵٬۰۰۰٬۰۰۰–۵۰٬۰۰۰٬۰۰۰ |
| هنگ کنگ   | ۷٬۴۴۸٬۹۰۰     | ۴٫۱٪          | ۳۰۵٬۴۰۴               |
| ماکائو    | ۶۵۸٬۹۰۰       | ۱/۵%          | ۱۰٬۰۰۰                |
| ژاپن      | ۱۲۶٬۴۲۰٬۰۰۰   | ۰/۱۹%         | ۲۳۰٬۰۰۰               |
| کره شمالی | ۲۵٬۶۱۰٬۶۷۲    | ۰/۰۱%         | ۳٬۰۰۰                 |
| کره جنوبی | ۵۱٬۶۳۵٬۲۵۶    | ۰/۳۸%         | ۱۹۶٬۴۵۴               |
| مغولستان  | ۳٬۲۳۱٬۲۰۰     | ۵٫۰٪          | ۱۶۱٬۵۶۰               |
| تایوان    | ۲۳٬۵۷۷٬۴۸۸    | ۰٫۳٪          | ۷۰٬۷۳۲                |
| شرق آسیا  | ۱٬۶۳۳٬۲۰۲٬۴۱۶ | ۳٫۱۳٪         | ۵۱٬۰۸۰٬۴۳۶            |